# Ноноай
Ноноай (порт. Nonoai)  —  муниципалитет в Бразилии, входит в штат Риу-Гранди-ду-Сул. Составная часть мезорегиона Северо-запад штата Риу-Гранди-ду-Сул. Входит в экономико-статистический  микрорегион Фредерику-Вестфален. Население составляет 12 962 человека на 2006 год. Занимает площадь 469,313 км². Плотность населения — 27,6 чел./км².

## История
Город основан 30 января 1959 года. 

## Статистика
- Валовой внутренний продукт на 2003 составляет 111.076.519,00 реалов (данные: Бразильский институт географии и статистики).
- Валовой внутренний продукт на душу населения на 2003 составляет 12.418 реалов (данные: Бразильский институт географии и статистики).
- Индекс развития человеческого потенциала на 2000 составляет 0,828 (данные: Программа развития ООН).

## География
Климат местности: субтропический.